# RFL Championship 1969-70
El Championship de 1969-70 fue la 75.º edición del torneo de rugby league más importante de Inglaterra.

## Formato
Los equipos se enfrentaron en formato de todos contra todos, los primeros 16 equipos clasificaron a postemporada.
Se otorgaron 2 puntos por cada victoria, 1 por el empate y 0 por la derrota.

## Desarrollo

### Tabla de posiciones
| Pos. | Equipo               | Encuentros | Encuentros | Encuentros | Encuentros | Puntos |
| Pos. | Equipo               | PJ         | PG         | PE         | PP         | Puntos |
| ---- | -------------------- | ---------- | ---------- | ---------- | ---------- | ------ |
| 1    | Leeds Rhinos         | 34         | 30         | 0          | 4          | 60     |
| 2    | Castleford Tigers    | 34         | 25         | 1          | 8          | 51     |
| 3    | St Helens RFC        | 34         | 23         | 1          | 10         | 47     |
| 4    | Wigan Warriors       | 34         | 23         | 0          | 11         | 46     |
| 5    | Hull Kingston Rovers | 34         | 22         | 2          | 10         | 46     |
| 6    | Salford Red Devils   | 34         | 22         | 1          | 11         | 45     |
| 7    | Leigh Centurions     | 34         | 21         | 3          | 10         | 45     |
| 8    | Featherstone Rovers  | 34         | 22         | 1          | 11         | 45     |
| 9    | Swinton Lions        | 34         | 20         | 4          | 10         | 44     |
| 10   | Widnes Vikings       | 34         | 21         | 2          | 11         | 44     |
| 11   | Hull FC              | 34         | 20         | 2          | 12         | 42     |
| 12   | Bradford Northern    | 34         | 19         | 0          | 15         | 38     |
| 13   | Whitehaven RLFC      | 34         | 18         | 2          | 14         | 38     |
| 14   | Warrington Wolves    | 34         | 17         | 2          | 15         | 36     |
| 15   | Huddersfield Giants  | 34         | 17         | 1          | 16         | 35     |
| 16   | Halifax RLFC         | 34         | 16         | 0          | 18         | 32     |
| 17   | Batley Bulldogs      | 34         | 15         | 1          | 18         | 31     |
| 18   | Bramley RLFC         | 34         | 14         | 1          | 19         | 29     |
| 19   | Barrow Raiders       | 34         | 14         | 1          | 19         | 29     |
| 20   | Rochdale Hornets     | 34         | 13         | 3          | 18         | 29     |
| 21   | Wakefield Trinity    | 34         | 13         | 2          | 19         | 28     |
| 22   | Dewsbury Rams        | 34         | 13         | 1          | 20         | 27     |
| 23   | Hunslet FC           | 34         | 13         | 1          | 20         | 27     |
| 24   | Workington Town      | 34         | 12         | 2          | 20         | 26     |
| 25   | Keighley Cougars     | 34         | 13         | 0          | 21         | 26     |
| 26   | York FC              | 34         | 11         | 1          | 22         | 23     |
| 27   | Doncaster RLFC       | 34         | 7          | 0          | 27         | 14     |
| 28   | Liverpool Stanley    | 34         | 5          | 3          | 26         | 13     |
| 29   | Oldham RLFC          | 34         | 6          | 0          | 28         | 12     |
| 30   | Blackpool Borough    | 34         | 6          | 0          | 28         | 12     |

|  | Clasificados a postemporada. |

### Postemporada

#### Octavos de final
| 1970 | Leeds | 26 - 4 | Halifax |  |  |

| 1970 | Wigan | 4 - 9 | Whitehaven |  |  |

| 1970 | Hull KR | 26 - 13 | Bradford |  |  |

| 1970 | Salford | 11 - 4 | Hull |  |  |

| 1970 | Featherstone Rovers | 24 - 18 | Swinton |  |  |

| 1970 | Castleford | 17 - 7 | Huddersfield |  |  |

| 1970 | St Helens | 36 - 8 | Warrington |  |  |

| 1970 | Leigh | 21 - 10 | Widnes |  |  |

#### Cuartos de final
| 1970 | Leeds | 45 - 10 | Whitehaven |  |  |

| 1970 | Hull KR | 27 - 16 | Salford |  |  |

| 1970 | Featherstone Rovers | 3 - 15 | Castleford |  |  |

| 1970 | St Helens | 16 - 5 | Leigh |  |  |

#### Semifinal
| 1970 | Leeds | 47 - 5 | Hull KR |  |  |

| 1970 | St Helens | 21 - 12 | Castleford |  |  |

#### Final
| 16 de mayo de 1970 | Leeds Rhinos | 12 - 24 | St Helens RFC | Odsal Stadium, Bradford |  |

| Bandera de Inglaterra |
| Campeón St Helens RFC |
| Quinto título         |